# 针房藤
针房藤（学名：Rhaphidophora liukiuensis），又名琉球崖角藤、爬树龙，为天南星科针房藤属下的一个种。